# Jozef Lohyňa
Jozef Lohyňa est un lutteur tchécoslovaque, puis slovaque, spécialiste de la lutte libre né le 13 avril 1963 à Zlaté Moravce.

## Biographie
Jozef Lohyňa est médaillé de bronze dans la catégorie des moins de 82 kg aux Championnats du monde de lutte 1986 ainsi qu'aux Championnats d'Europe de lutte 1986 et aux Championnats d'Europe de lutte 1987.
Lors des Jeux olympiques d'été de 1988, il remporte la médaille de bronze en combattant dans la catégorie des moins de 82 kg. Il est médaillé d'argent dans cette catégorie aux Championnats d'Europe de lutte 1989.
Il est le porte-drapeau de la Tchécoslovaquie aux Jeux olympiques d'été de 1992.
Il remporte la médaille de bronze dans la catégorie des moins de 90 kg aux Championnats d'Europe de lutte 1994.
Il est le porte-drapeau de la Slovaquie aux Jeux olympiques d'été de 1996.
Il remporte la médaille de bronze dans la catégorie des moins de 85 kg aux Championnats d'Europe de lutte 1998.